# Diga di Muzzone
La diga di Muzzone o del Coghinas è uno sbarramento artificiale situato nell'omonima località alle falde del monte Ruiu, sul confine dei comuni di Tula e di Oschiri, tra la città metropolitana di Sassari e la provincia della Gallura Nord-Est Sardegna.
Eseguita su progetto redatto dagli ingegneri Angelo Omodeo e Luigi Kambo, l'opera è stata realizzata tra il 1924 e il 1926.
Lo sbarramento è una diga a gravità ordinaria a strati alternati di muratura di pietrame e di calcestruzzo che interrompendo il corso del fiume Coghinas dà origine all'omonimo lago; con un'altezza di 54 metri sviluppa un coronamento di 185,55 metri. L'invaso generato ha volume calcolato in 242,09 milioni di metri cubi e la superficie del bacino imbrifero direttamente sotteso risulta di 1740 chilometri quadrati.
La diga è dotata di un impianto idroelettrico di potenza complessiva pari a 22,7 MVA.

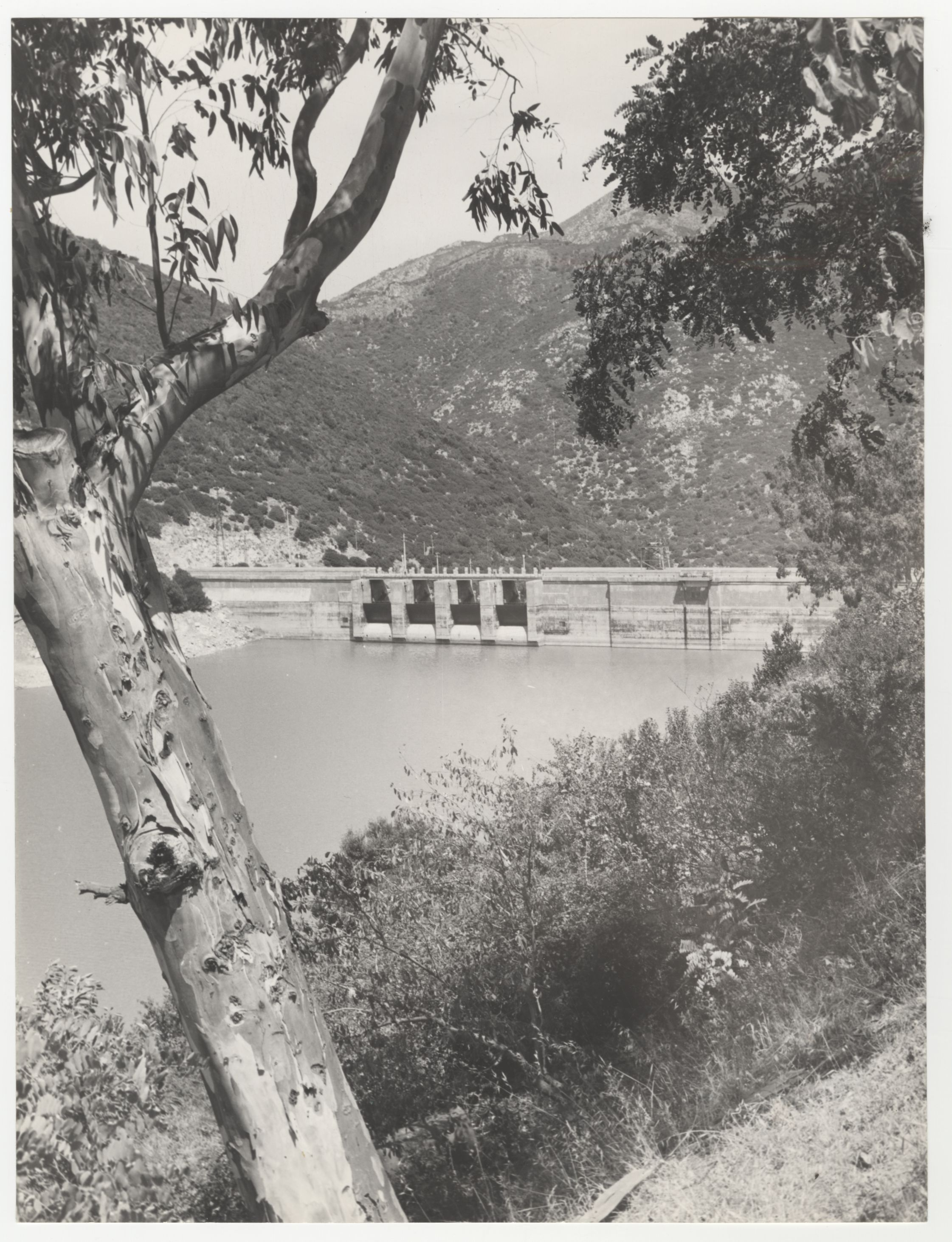
La diga nel 1965 dal lato del lago in una immagine dall'Archivio storico del Touring Club Italiano
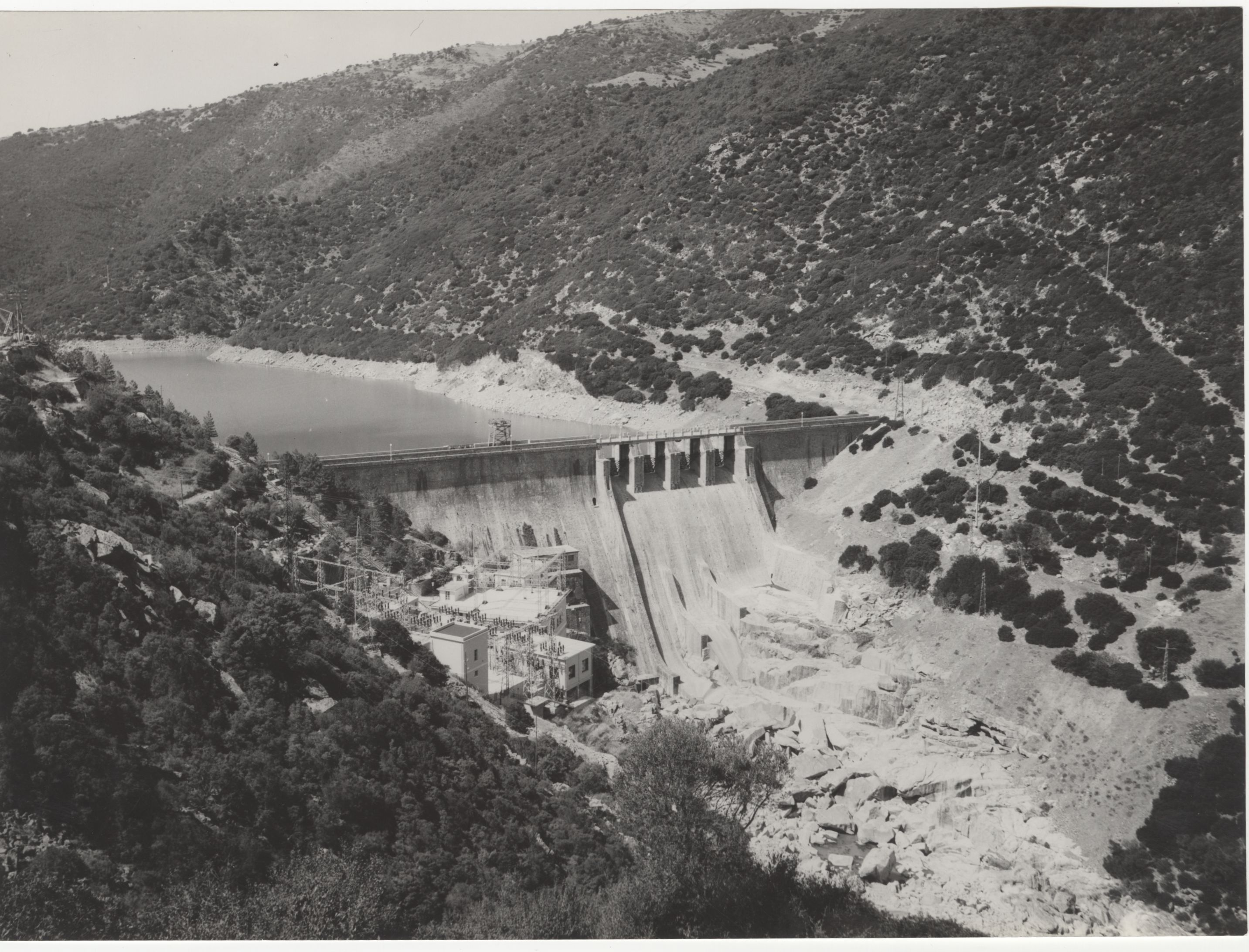
La diga nel 1965 (Archivio storico del Touring Club Italiano)
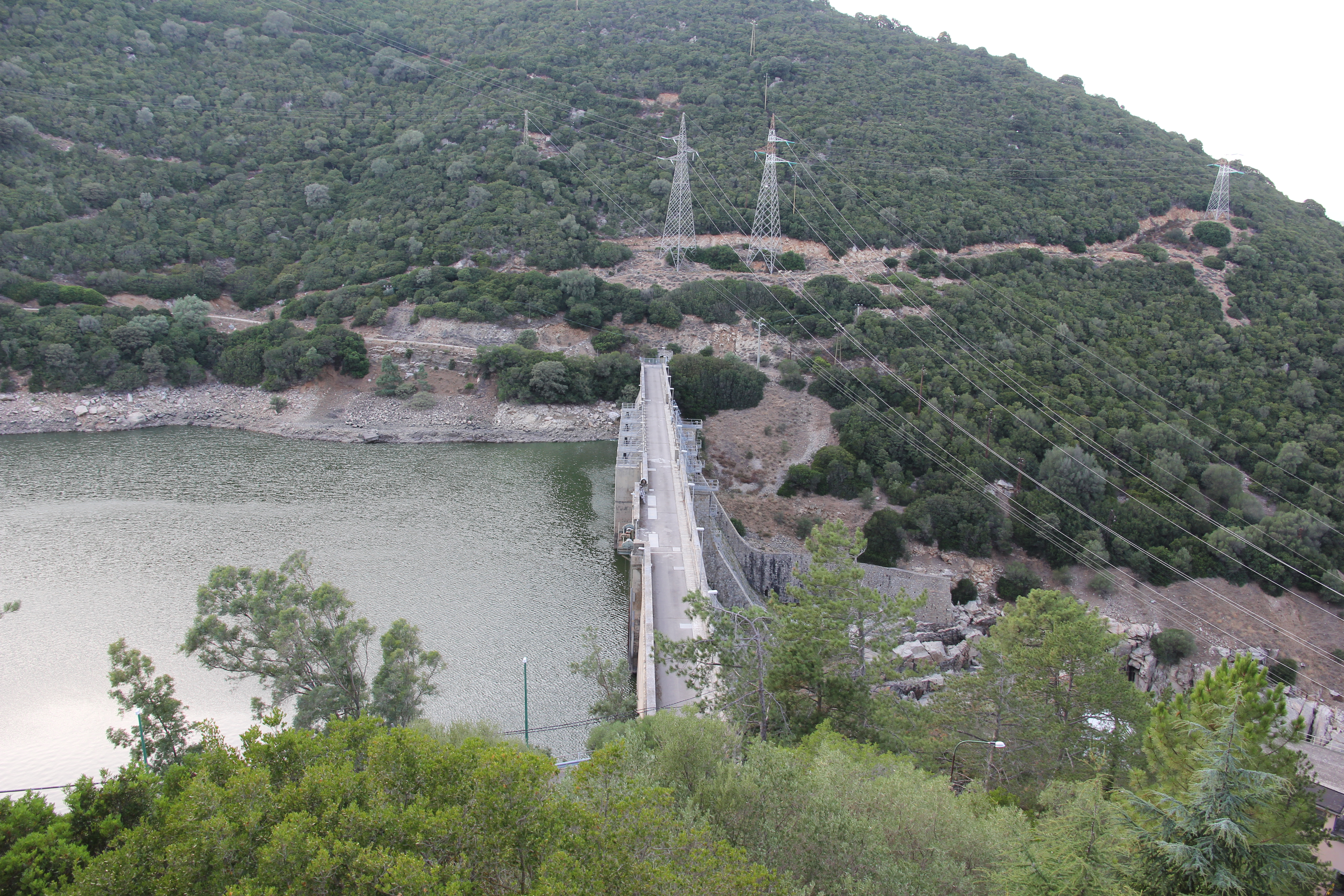
La diga nel 2012